# Dolič (gmina Destrnik)
Dolič – wieś w Słowenii, w gminie Destrnik. W 2018 roku liczyła 159 mieszkańców.